# Granica, Šentpavel v Labotski dolini
Granica (nemško Granitztal-St. Paul) je naselje v Občini Šentpavel v Labotski dolini v Okraju Volšperk na Koroškem v Avstriji.